# Pierre-Henry Broncan
Pas d'image ? Cliquez ici

a Compétitions nationales et continentales officielles uniquement.

Dernière mise à jour le 20 février 2023.
Pierre-Henry Broncan, né le 22 mai 1974 à Auch, est un joueur et entraîneur français de rugby à XV.

## Biographie

### Des origines gersoises
Fils de Henry Broncan, il joue au Lombez Samatan club entraîné par son père jusqu'en 1998. Durant cette période, le club passe de la Fédérale 2 à l'élite 2. Il suit ensuite son père au FC Auch qui vient de rejoindre l'élite, portée de 20 à 24 clubs.

### Champion de France Pro D2 à Montauban (2001)
Il joue ensuite trois saisons à l'US Montauban, obtenant le titre de champion de France de Pro D2 en 2001, une saison à l'AS Béziers en Top 16, puis deux dernières saisons au Stade montois mettant fin à sa carrière de joueur à 32 ans.

### Entraîneur de clubs en deuxième division dans le sud ouest
Il devient alors entraîneur du Blagnac SCR pour la saison 2006-2007 et réussit à faire monter le club en Pro D2. Il prend ensuite la succession de son père en tant qu'entraîneur du FC Auch. Il quitte le club deux ans plus tard et dirige l'équipe du Stade aurillacois de 2009 à 2011. En 2011-2012, il entraîne à Colomiers rugby et réussit son objectif de faire remonter le club en Pro D2. De 2012 à 2014, il prend les rênes du Tarbes Pyrénées Rugby.

### Chargé du recrutement à l'Union Bordeaux Bègles (2014-2015)
En 2014, il est recruté par le président de l'Union Bordeaux Bègles, Laurent Marti, pour intégrer le staff de l'équipe à partir de la saison 2014-2015 à un poste nouvellement créé chargé du recrutement et de la formation.

### Entraîneur de la defense du Stade toulousain (2015-2018)
Le 26 juin 2015, il rejoint le Stade toulousain, pour remplacer Jean-Michel Rancoule comme responsable du recrutement, et être, parallèlement, entraîneur chargé de la défense auprès du nouvel entraîneur principal, Ugo Mola.

### Passage en Angleterre à Bath (2018-2020)
En 2018, il quitte le Stade toulousain et rejoint Bath Rugby pour intégrer le staff mené par le Néo-zélandais Todd Blackadder. Il est responsable de la recherche de nouveaux talents en Angleterre ou dans d'autres territoires. Le propriétaire de Bath, le milliardaire francophone Bruce Craig, est un ami de Pierre Broncan.

### Entraîneur du Castres Olympique (2020-2023)
En 2020, il revient en France et s'engage avec le Castres olympique pour renforcer le staff de Mauricio Reggiardo et coordonner le recrutement. Il est finalement nommé au poste d'entraîneur des avants à la suite du départ de Patrick Furet. Le 29 décembre 2020, le club annonce une réorganisation. 
Pierre-Henry Broncan est nommé entraîneur principal, toujours aux côtés du manager Mauricio Reggiardo. Ce dernier quitte finalement le club en mars et lui laisse les rênes de l'équipe. À la tête de l'équipe castraise, Pierre-Henry Broncan permet au CO de passer d'une position de relégable à une position de qualifiable avec 12 victoires en 15 matchs. Le CO finit 7e du Top 14 et se qualifie pour la Coupe d'Europe 2021-2022.

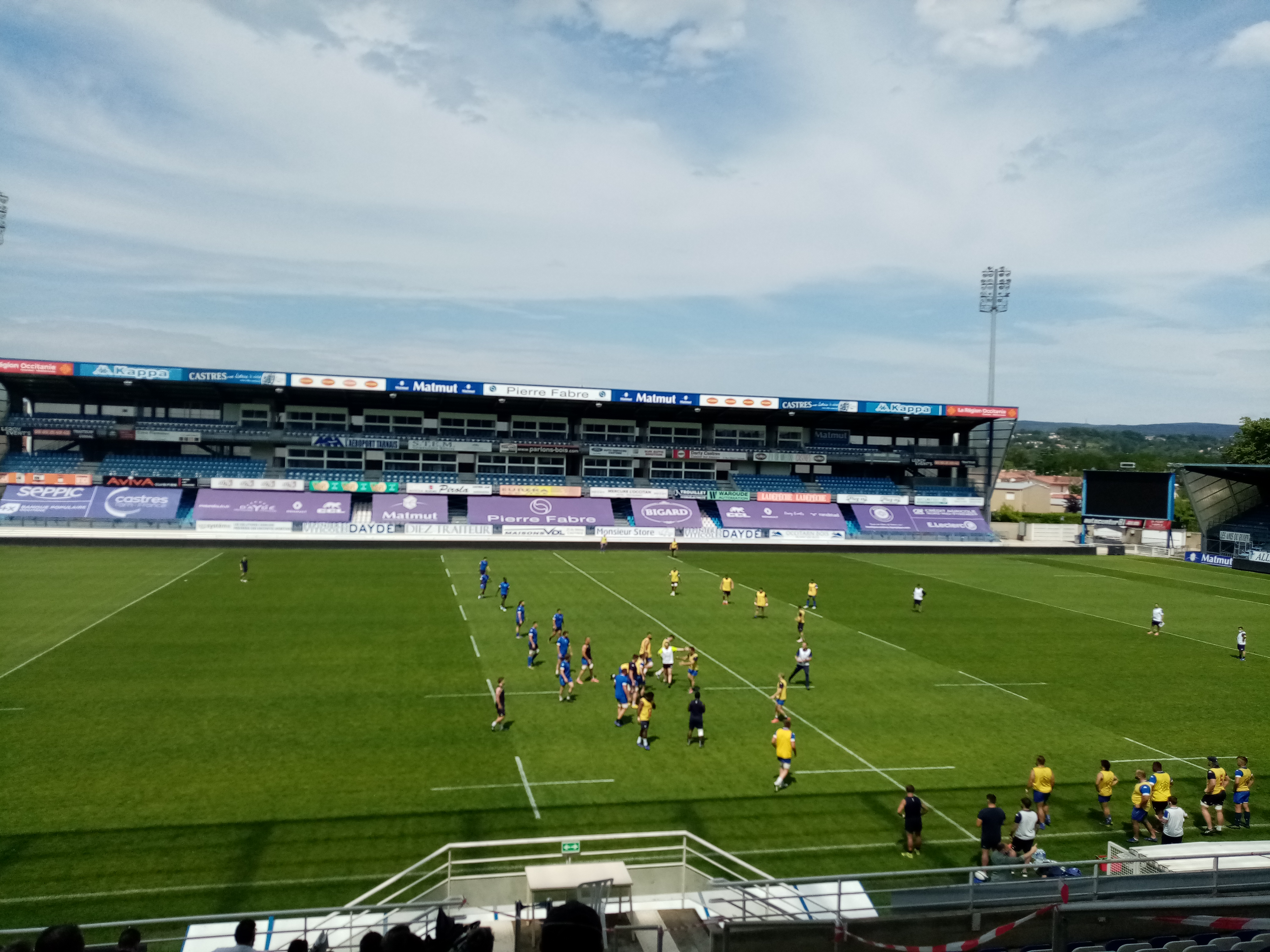
Entraînement du CO au Stade Pierre-Fabre, 1 juin 2021, avant le match décisif contre Toulon.

Lors de la saison 2021-2022, le CO termine leader du championnat à l'issue de la première phase, une première depuis l'apparition du Top 14. Il se qualifie ainsi directement pour les demi-finales à Nice. 
Le CO, invaincu à Pierre-Fabre (21 victoires et 1 nul), élimine le Stade toulousain champion de France (24-18) à l'Allianz Riviera de Nice. Le CO s'incline  en finale du championnat de France (10-29) au stade de France, à Saint-Denis, contre le Montpellier Hérault rugby.
Lors de la saison 2022-2023, le président Pierre-Yves Revol, face aux problèmes internes et une 11ème place du CO en Top 14, décide de nommer un nouveau manager Jeremy Davidson.

### Entrée dans le staff des Wallabies
Pierre-Henry Broncan entre dans le staff d'Eddie Jones sélectionneur de l'équipe de rugby d'Australie en vue de la coupe du monde de rugby 2023 en France. Pour la première fois de l'histoire, l'Australie ne parvient pas à sortir de la phase de poule et se qualifier en quart de finale.
Il signe ensuite un contrat de deux ans et demi au CA Brive

## Clubs

### Entraîneur
| Saison      | Club              | Division   | Poste   | Classement                         | Coupe d'Europe             | Challenge européen            |
| ----------- | ----------------- | ---------- | ------- | ---------------------------------- | -------------------------- | ----------------------------- |
| 2006 - 2007 | Blagnac SCR       | Fédérale 1 | Avants  | Défaite en finale, promu en Pro D2 | -                          | -                             |
| 2007 - 2008 | FC Auch           | Top 14     | Avants  | 14e, relégué en Pro D2             | -                          | Éliminé en poule              |
| 2008 - 2009 | FC Auch           | Pro D2     | Avants  | 12e                                | -                          | -                             |
| 2009 - 2010 | Stade aurillacois | Pro D2     | Avants  | 7e                                 | -                          | -                             |
| 2010 - 2011 | Stade aurillacois | Pro D2     | Avants  | 7e                                 | -                          | -                             |
| 2011 - 2012 | Colomiers rugby   | Fédérale 1 | Avants  | Champion de France de Fédérale 1   | -                          | -                             |
| 2012 - 2013 | Tarbes PR         | Pro D2     | Avants  | 6e                                 | -                          | -                             |
| 2013 - 2014 | Tarbes PR         | Pro D2     | Avants  | 6e                                 | -                          | -                             |
| 2015 - 2016 | Stade toulousain  | Top 14     | Défense | 5e, défaite en barrages            | Éliminé en poule           | -                             |
| 2016 - 2017 | Stade toulousain  | Top 14     | Défense | 12e                                | Défaite en quart-de-finale | -                             |
| 2017 - 2018 | Stade toulousain  | Top 14     | Défense | 3e, défaite en barrages            | -                          | Éliminé en poule              |
| 2020 - 2021 | Castres olympique | Top 14     | Manager | 7e                                 | -                          | Éliminé en poule              |
| 2021 - 2022 | Castres olympique | Top 14     | Manager | 1er, défaite en finale             | Éliminé en poule           | Défaite en huitième-de-finale |
| 2022 - 2023 | Castres olympique | Top 14     | Manager | Limogé                             | Éliminé en poule           | -                             |
| 2023 - 2024 | CA Brive          | Pro D2     | Manager | 6e, éliminé en barrages            | -                          | -                             |

### Palmarès

#### Joueur
Avec l'US Montauban
- Championnat de France de Pro D2 :
  - Champion (1) : 2001

#### Entraîneur
Avec le Colomiers rugby
- Championnat de France de Fédérale 1 :
  - Champion (1) : 2012

Avec le Castres olympique
- Championnat de France de Top 14 :
  - Finaliste (1) : 2022